# Greatest Hits 87–97
Greatest Hits 87–97 (poznana tudi pod imenom Greatest Hits 1987–1997) je kompilacija avstralske pop pevke Kylie Minogue, izdana leta 2003. Kompilacija, ki jo je izdala založba BMG, vključuje pesmi, ki jih je Kylie Minogue izdala pod okriljem založb PWL in Deconstruction Records, in sicer njene uspešnice z albumov Kylie (1988), Enjoy Yourself (1989), Rhythm of Love (1990), Let's Get to It (1991), Greatest Hits (1992), Kylie Minogue (1994) in Impossible Princess (1997).
Ta kompilacija je pravzaprav razširjena verzija albuma Greatest Hits 87–92, izdanega leta 2002.

## Seznam pesmi
| CD 1            | CD 1                                                    | CD 1            | CD 1    |
| Št.             | Naslov                                                  | Album           | Dolžina |
| --------------- | ------------------------------------------------------- | --------------- | ------- |
| 1.              | „I Should Be So Lucky‟                                  | Kylie           | 3:24    |
| 2.              | „The Loco-Motion‟ (remiks)                              | Kylie           | 3:12    |
| 3.              | „Hand on Your Heart‟                                    | Enjoy Yourself  | 3:47    |
| 4.              | „Got to Be Certain‟                                     | Kylie           | 3:17    |
| 5.              | „Better the Devil You Know‟                             | Rhythm of Love  | 3:52    |
| 6.              | „Wouldn't Change a Thing‟                               | Enjoy Yourself  | 3:14    |
| 7.              | „Celebration‟                                           | Greatest Hits   | 3:55    |
| 8.              | „Never Too Late‟                                        | Enjoy Yourself  | 3:21    |
| 9.              | „What Do I Have to Do?‟ (remiks)                        | Rhythm of Love  | 3:32    |
| 10.             | „Je Ne Sais Pas Pourquoi‟                               | Kylie           | 4:01    |
| 11.             | „Where in the World?‟                                   | Greatest Hits   | 3:31    |
| 12.             | „Step Back in Time‟                                     | Rhythm of Love  | 3:03    |
| 13.             | „Especially for You‟                                    | Enjoy Yourself  | 3:58    |
| 14.             | „Say the Word – I'll Be There‟                          |                 | 4:11    |
| 15.             | „Shocked‟ (DNA-jev remiks)                              | Rhythm of Love  | 3:10    |
| 16.             | „Word Is Out‟                                           | Let's Get to It | 3:35    |
| 17.             | „Made In Heaven‟                                        |                 | 3:29    |
| 18.             | „What Kind of Fool (Heard All That Before)‟             | Greatest Hits   | 3:43    |
| 19.             | „Give Me Just a Little More Time‟                       | Let's Get to It | 3:08    |
| 20.             | „Finer Feelings‟                                        | Let's Get to It | 3:47    |
| 21.             | „If You Were with Me Now‟ (duet s Keithom Washingtonom) | Let's Get to It | 3:10    |
| 22.             | „Tears on My Pillow‟                                    | Enjoy Yourself  | 2:28    |
| Skupna dolžina: | Skupna dolžina:                                         | Skupna dolžina: | 76:48   |

| CD 2 | CD 2                       | CD 2                | CD 2    |
| Št.  | Naslov                     | Album               | Dolžina |
| ---- | -------------------------- | ------------------- | ------- |
| 1.   | „Confide in Me‟            | Kylie Minogue       | 4:27    |
| 2.   | „Put Yourself In My Place‟ | Kylie Minogue       | 4:12    |
| 3.   | „Did It Again‟             | Impossible Princess | 3:47    |
| 4.   | „Breathe‟                  | Impossible Princess | 3:41    |

| Dodatne pesmi   | Dodatne pesmi                                                        | Dodatne pesmi |
| Št.             | Naslov                                                               | Dolžina       |
| --------------- | -------------------------------------------------------------------- | ------------- |
| 5.              | „Hand on Your Heart‟ (W.I.P.-jev remiks iz leta 2002)                | 6:05          |
| 6.              | „I Should Be So Lucky‟ (razširjeni remiks)                           | 6:03          |
| 7.              | „The Loco-Motion‟ (OZ-jev remiks s turneje)                          | 5:42          |
| 8.              | „Wouldn't Change a Thing‟ (Espagnov remiks)                          | 5:44          |
| 9.              | „Step Back in Time‟ (remiks Hardinga in Curnowa)                     | 6:45          |
| 10.             | „Shocked‟ (remiks Hardinga in Curnowa)                               | 7:30          |
| 11.             | „Better the Devil You Know‟ (alternativni remiks Moversa & Shakersa) | 6:27          |
| 12.             | „What Do I Have to Do?‟ (remiks Moversa & Shakersa)                  | 8:49          |
| Skupna dolžina: | Skupna dolžina:                                                      | 69:12         |

## Dosežki
| Lestvica (2003)   | Dosežek |
| ----------------- | ------- |
| Japonska (Oricon) | 56      |